# Berdeniella bistricana
Berdeniella bistricana és una espècie d'insecte dípter pertanyent a la família dels psicòdids presents als territoris de l'antiga República Federal Socialista de Iugoslàvia.